# Cryptolabis (Cryptolabis) taciturna
Cryptolabis (Cryptolabis) taciturna is een tweevleugelige uit de familie steltmuggen (Limoniidae). De soort komt voor in het Neotropisch gebied.